# Wappen Martiniques

Wappen Martiniques

Das Wappen Martiniques, einem französischen Übersee-Départements und einer französischen Überseeregion, zeigt im blauen durch ein weißes Kreuz gevierten Schild in allen Feldern eine weiße gewundene Schlange.

## Bedeutung
Es ähnelt stark der französischen Handelsflagge vor dem Jahr 1789. Die L-förmigen Schlangen sind wohl eine Anspielung auf das "L" von Lucia, da Martinique ursprünglich gemeinsam mit St. Lucia verwaltet wurde. Bei der Schlange handelt es sich um eine Art der Amerikanischen Lanzenottern (Bothrops lanceolatus), eine auf Martinique heimische Viper.

### Kritik
Die örtliche Unabhängigkeitspartei Mouvement des Démocrates et des Ecologistes pour une Martinique Indépendante sieht in der Verwendung des alten Wappens ein Symbol des Rassismus, da es auch als Flagge auf Sklavenschiffen verwendet wurde und an Uniformen der Gendarmerie als Wappen angebracht sei.